# Linia kolejowa nr 291
Linia kolejowa nr 291 – jednotorowa, niezelektryfikowana, drugorzędna linia kolejowa łącząca stacje Boguszów-Gorce Wschód oraz Mieroszów.
Linia położona jest w województwie dolnośląskim na obszarze działania Zakładu Linii Kolejowych spółki PKP Polskie Linie Kolejowe z siedzibą w Wałbrzychu.
Stanowi czynny w ruchu towarowym i technologicznym odcinek dawnej linii Wałbrzych Szczawienko – Meziměstí, mierzącej pierwotnie 34,501 km . Odcinek linii kolejowej Wałbrzych – Boguszów rozebrano w 1994 roku i formalnie zlikwidowano 23 stycznia 2002 roku  .
Linia została wybudowana latach 1871–1875 przez prywatne Towarzystwo Kolei Wrocławsko–Świdnicko–Świebodzickiej . Fragment komercyjnego szlaku handlowego, łączącego port bałtycki w Szczecinie z portem adriatyckim w Trieście. Trasa połączyła przemysł w północnych Czechach z kopalniami Dolnośląskiego Zagłębia Węglowego .

## Charakterystyka

### Przebieg geograficzny

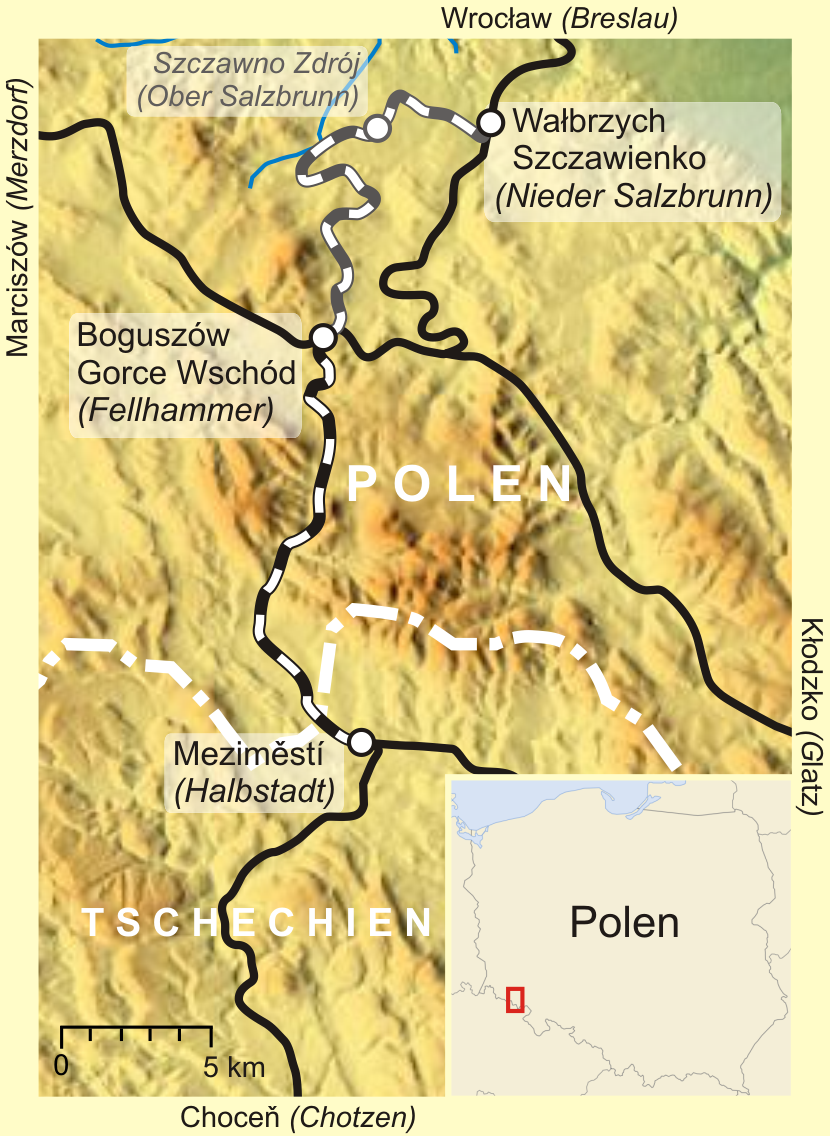
Mapa schematyczna przebiegu linii

#### Odcinek zlikwidowany
Linia rozpoczynała się na stacji Wałbrzych Szczawienko usytuowanej na trasie Kolei Wrocławsko-Świdnicko-Świebodzickiej. Po odbiciu o 90° w prawo (na zachód) tor linii przebiegał dwoma wiaduktami nad szosami Wałbrzych – Świdnica oraz Szczawno Zdrój – Szczawienko. Drugim z wiaduktów przebiega granica pomiędzy Wałbrzychem a Szczawnem-Zdrój. Następnie, za nieco łagodniejszym skrętem, także o 90° w lewo (na południe), szlak docierał do stacji Szczawno Śląskie Zdrój, zlokalizowanej przy skrzyżowaniu czterech lokalnych dróg. W dalszym przebiegu linia wykorzystywała częściowo dolinę Czyżynki, a następnie, zataczając szerokie serpentyny, oplatała północno-wschodnie zbocza Chełmca. Na tym odcinku istniał przystanek osobowy Biały Kamień. Dalej linia prowadziła w niewielkiej odległości na zachód od Sobięcina przez liczne mosty i wiadukty przerzucone nad drogami i ciekami wodnymi. Następnie głębokim, sztucznie utworzonym wąwozem linia dochodziła do stacji Boguszów-Gorce Wschód.

#### Odcinek istniejący
Linia odchodzi od stacji Boguszów-Gorce Wschód w kierunku południowym. Szlak trawersuje przełęcz między Dzikowcem Wielkim a wzniesieniem Kamienna rozległymi serpentynami. Tor przekracza następnie wzgórze odchodzące od Masywu Dzikowca i Lesistej Wielkiej, oddzielające Wyżynę Unisławską od Kotliny Kuźnickiej, jednotorowym tunelem (o długości 262 m, w obudowie murowej) – jedynym na całej linii. Od Unisławia Śląskiego przez Kowalową, Mieroszów i Golińsk tor poprowadzono doliną Ścinawki, równolegle do dzisiejszej drogi krajowej nr 35, której kontynuacja po stronie czeskiej ma status szosy lokalnej.

### Topografia linii
- Wałbrzych Szczawienko – 377 m n.p.m.[10]
- Szczawno Zdrój – 425 m n.p.m.[10]
- Biały Kamień – 490 m n.p.m.[10]
- Boguszów-Gorce Wschód – 546 m n.p.m.[10]
- Unisław Śląski – 565 m n.p.m.[10]
- Mieroszów – 496 m n.p.m.[10]
- Meziměstí – 437 m n.p.m.[10]

### Charakterystyka techniczna
- Kategoria linii: drugorzędna[4]
- Klasa linii:
  - C3 na całej długości
- Liczba torów[11]:
  - jednotorowa na całej długości
- Sposób wykorzystania: sezonowy ruch pasażerski (pociągi rel. Wrocław Gł. – Adršpach)
- Elektryfikacja: do roku 1945, obecnie brak
- Przeznaczenie linii: towarowa

| odcinek linii | odcinek linii | pociągi pasażerskie | szynobusy | pociągi towarowe |
| km pocz.      | km końcowy    | pociągi pasażerskie | szynobusy | pociągi towarowe |
| 17,433        | 20,600        | 70                  | 70        | 50               |
| 20,600        | 32,563        | 30                  | 30        | 30               |

### Stan techniczny
W połowie 2017 roku przedstawiciele organizatora połączeń regionalnych (Urzędu Marszałkowskiego Województwa Dolnośląskiego) określali stan linii między Boguszowem-Gorce a Meziměstí jako „niezadowalający dla prowadzenia codziennej komunikacji pasażerskiej”. Na większości trasy (12 z 15 km) obowiązywało ograniczenie prędkości pociągów do 30 kilometrów na godzinę. Jedynie na niewielkim fragmencie dopuszczalna było kursowanie pociągów z prędkością 70 kilometrów na godzinę.

## Historia

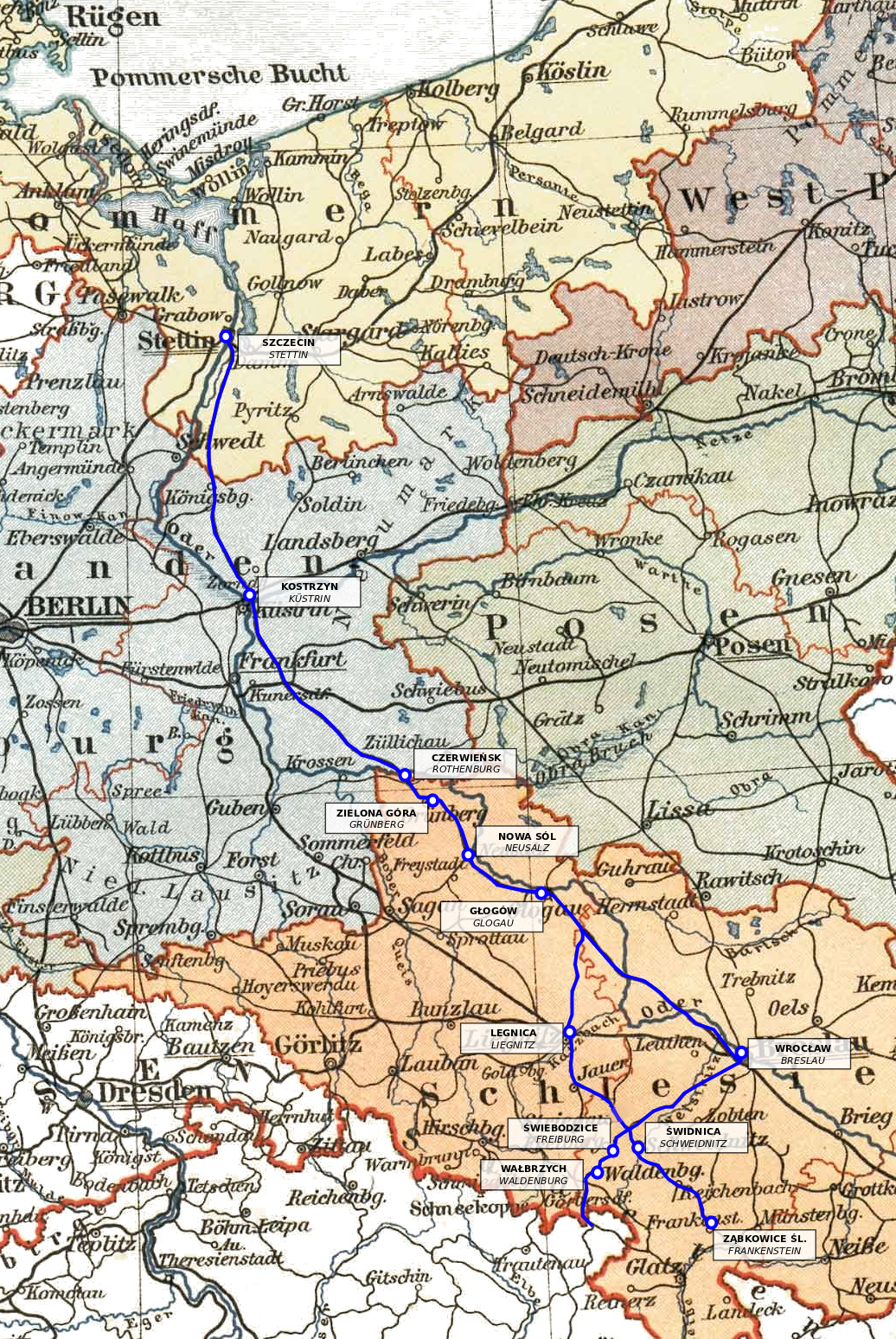
Trasy Towarzystwa Kolei Wrocławsko-Świdnicko-Świebodzickiej w 1886 r.

### Geneza
Pierwsze koleje na ziemiach niemieckich były prywatne. Działalność spółek kolejowych regulowało państwo poprzez obowiązek uzyskiwania koncesji na budowę i eksploatację powstających linii.
W 1835 roku w Prusach stała się popularna idea połączenia koleją, możliwie najkrótszą drogą, portów nad Bałtykiem z portami nad Morzem Adriatyckim dla stymulacji handlu. Budowa linii wiodącej ze Szczecina do granicy z Austrią stała się jednym z celów Towarzystwa Kolei Wrocławsko–Świdnicko–Świebodzickiej. Spółkę powołano we Wrocławiu w marcu 1837 r. pod przewodnictwem fabrykanta śląskiego Gustava Heinricha von Ruffera.
Od roku 1858 Towarzystwo, prócz tytularnej linii, posiadało już zalążek przyszłej magistrali, wiodący z pierwszego na terytorium dzisiejszej Polski węzła kolejowego w Jaworzynie Śląskiej do Ząbkowic Śląskich. Dążąc do rozbudowy tej trasy, Towarzystwo rywalizowało o pierwszeństwo w uzyskaniu połączenia do granicy w Międzylesiu koło Kłodzka z faworyzowaną przez władze państwa Koleją Górnośląską.
Przez lata możliwość budowy kolei transgranicznej była zablokowana jednakowo dla państwowych i prywatnych przedsiębiorstw. Austria konsekwentnie odrzucała wnioski o budowę przejść granicznych z Prusami. Problem rozwiązało zwycięstwo Prus w wojnie i pokój w Pradze (1866), eliminujący rząd w Wiedniu ze współdecydowania o państwach niemieckich, zapewniający Prusom uprzywilejowaną pozycję. Wówczas koncesję na linię Wrocław – Ústí nad Orlicí, z przejściem granicznym w Międzylesiu, otrzymała ciesząca się protekcją państwa Kolej Górnośląska, która zbudowała trasę w latach 1871–1876.
Wobec tego Towarzystwo wystąpiło o koncesję na alternatywną trasę do austriackiej granicy, będącą przedłużeniem doprowadzonej wcześniej do Wałbrzycha linii świebodzickiej.

### Budowa
17 września 1873 roku Towarzystwo Kolei Wrocławsko–Świdnicko–Świebodzickiej uzyskało koncesję na wybudowanie nowej trasy kolejowej, wiodącej ze Szczawienka przez Biały Kamień, Kuźnice Świdnickie i Mieroszów do Meziměstí; tam linia miała połączyć się z siecią „Uprzywilejowanego Austro–Węgierskiego Towarzystwa Kolei Państwowej”.
Od stacji Wałbrzych Szczawienko do Boguszowa-Gorc wybudowano nową trasę, by uniezależnić Towarzystwo od potrzeby korzystania z torów państwowej Śląskiej Kolei Górskiej.
Szlak śmiało wytyczono w trudnym terenie górskim . Linię poprowadzono możliwie blisko majątku rodu Hochbergów, posiadającego największe udziały w Towarzystwie Kolei Wrocławsko-Świdnicko-Świebodzickiej . W jego skład wchodziły lasy, kopalnie (m.in. Konradów, Sobięcin, Kuźnice) oraz uzdrowisko Szczawno-Zdrój . Istotne było również ominięcie przeciążonego ruchem lokalnym centrum zagłębia wałbrzyskiego.
Budowa jednotorowej linii trwała cztery lata. Otwarcia trasy i kolejowego przejścia granicznego w Starostínie dokonano 15 maja 1878 roku .

### Lata 1878–1945
Infrastruktura na szlaku Wałbrzych – Meziměstí została znacjonalizowana na rzecz pruskich kolei państwowych („KPEV”) w roku 1884 .
W latach 1912–1914 cała linia została próbnie zelektryfikowana, jako jedna z pierwszych w Prusach i wraz z pobliskimi trasami służyła kolei za poligon badawczy trakcji elektrycznej . Między Wałbrzychem a Meziměstí kursowały, między innymi, pierwsze na świecie elektryczne zespoły trakcyjne przeznaczone na trasy pozamiejskie. Kursowanie pociągów elektrycznych zainaugurowano 1 czerwca 1914 roku. Przy elektryfikacji zastosowano typowy niemiecki system prądu przemiennego (15 kV 16⅔ Hz).

### Lata 1945–2004
Po II wojnie światowej i zmianie granic państwowych linię włączono do majątku Polskich Kolei Państwowych . Sieć elektryczna została zdemontowana i wywieziona w głąb Związku Radzieckiego jako sowiecka zdobycz wojenna .
Odcinek z Boguszowa do Mieroszowa służył po wojnie połączeniom lokalnym Wałbrzych – Mieroszów, a w latach 1990–2004 także pociągom transgranicznym do przygranicznego Meziměstí . W latach 1997–2001 trasę wykorzystywały okresowo pociągi pospieszne z Wrocławia do Pragi .
Trasa między Wałbrzychem a Boguszowem służyła za objazd dla linii kolejowej nr 274 . Po ponownym zelektryfikowaniu linii głównej w 1965 roku, torowisko linii straciło na znaczeniu i zostało rozebrane latem 1994 roku . Pozostawiono 13,5 km podtorza, pozbawionego wszelkiej infrastruktury kolejowej, oraz 13 wiaduktów będących wówczas w złym stanie technicznym .
W „Dodatku do służbowych rozkładów jazdy” z 2001 roku linię wykazywano pod nazwą „291. [Wałbrzych Szczawienko -] Boguszów Gorce Wschód – Mieroszów – Granica Państwa”.
Realizując postanowienia ustawy o restrukturyzacji przedsiębiorstwa państwowego Polskie Koleje Państwowe, 1 października 2001 roku założono spółkę PKP Polskie Linie Kolejowe, której powierzono zarządzanie liniami kolejowymi Skarbu Państwa. Rozebrany uprzednio odcinek linii kolejowej nr 291 nie został, inaczej niż wiele innych linii, wniesiony w formie wkładu do spółki i został przez to uznany za zbędny dla działalności .
Linię na odcinku Wałbrzych Szczawienko – Boguszów-Gorce Wschód formalnie zlikwidowano 23 stycznia 2002 roku . Część działek sąsiadujących bezpośrednio z dawnym torowiskiem została sprzedana .
Podczas konferencji prasowej w Dolnośląskim Zakładzie Przewozów Regionalnych we Wrocławiu, dotyczącej wdrożenia w województwie rozkładu jazdy 2003/2004 w połowie grudnia 2003 roku, kierownictwo zakładu zapowiedziało likwidację w przyszłym roku połączenia pasażerskiego Wałbrzych – Meziměstí. Decyzję uzasadniono: „znikomą frekwencją” w pociągach oraz „fatalnym stanem toru”. Regularne pociągi osobowe ostatni raz wyjechały na linię 31 marca 2004 roku .
W roku 2004 organizację i finansowanie lokalnego transportu kolejowego przekazano w całej Polsce samorządom województw.

### Po roku 2004
W pierwszym kwartale 2007 r. lokalne samorządy (powiat wałbrzyski i miasta Wałbrzych, Szczawno-Zdrój i Boguszów-Gorce) wystąpiły z inicjatywą wspólnej realizacji inwestycji pod nazwą „Budowa trasy rekreacyjnej po nasypie kolejowym wraz z infrastrukturą towarzyszącą na odcinku: Wałbrzych – Szczawno-Zdrój – Boguszów-Gorce” . 26 czerwca 2007 roku strony podpisały list intencyjny dotyczący współpracy przy realizacji trasy i wystąpiły do PKP o nieodpłatne przekazanie dawnego podtorza . Polskie Koleje Państwowe, dostrzegając możliwość odpłatnego zagospodarowania działek pozostałych po linii, odmówiły bezpłatnego oddania gruntów . W zamian zaoferowano sprzedaż działek na rzecz powiatu bądź zawarcie umowy dzierżawy po zakończeniu regulowania stanu prawnego działek . Zastrzeżono, że w związku z pojawiającym się zainteresowaniem odbudowaniem linii przez firmy zajmujące się eksploatacją kruszyw na terenie powiatu propozycja może zostać anulowana .
Trasa od Wałbrzycha do Boguszowa-Gorc ma zostać odbudowana staraniem władz miasta jako część kolei aglomeracyjnej (Wałbrzyska Kolej Aglomeracyjna). W czerwcu 2018 Koleje Dolnośląskie miały uruchomić weekendowe połączenie turystyczne z Wałbrzycha do Meziměstí i Adršpachu.
W 2019 województwo dolnośląskie zadeklarowało zamiar przejęcia odcinka Szczawno Zdrój – Sobięcin. 28 listopada 2019 r. podpisano umowę, na mocy której samorząd dolnośląski przejął linię.

## Ruch pociągów

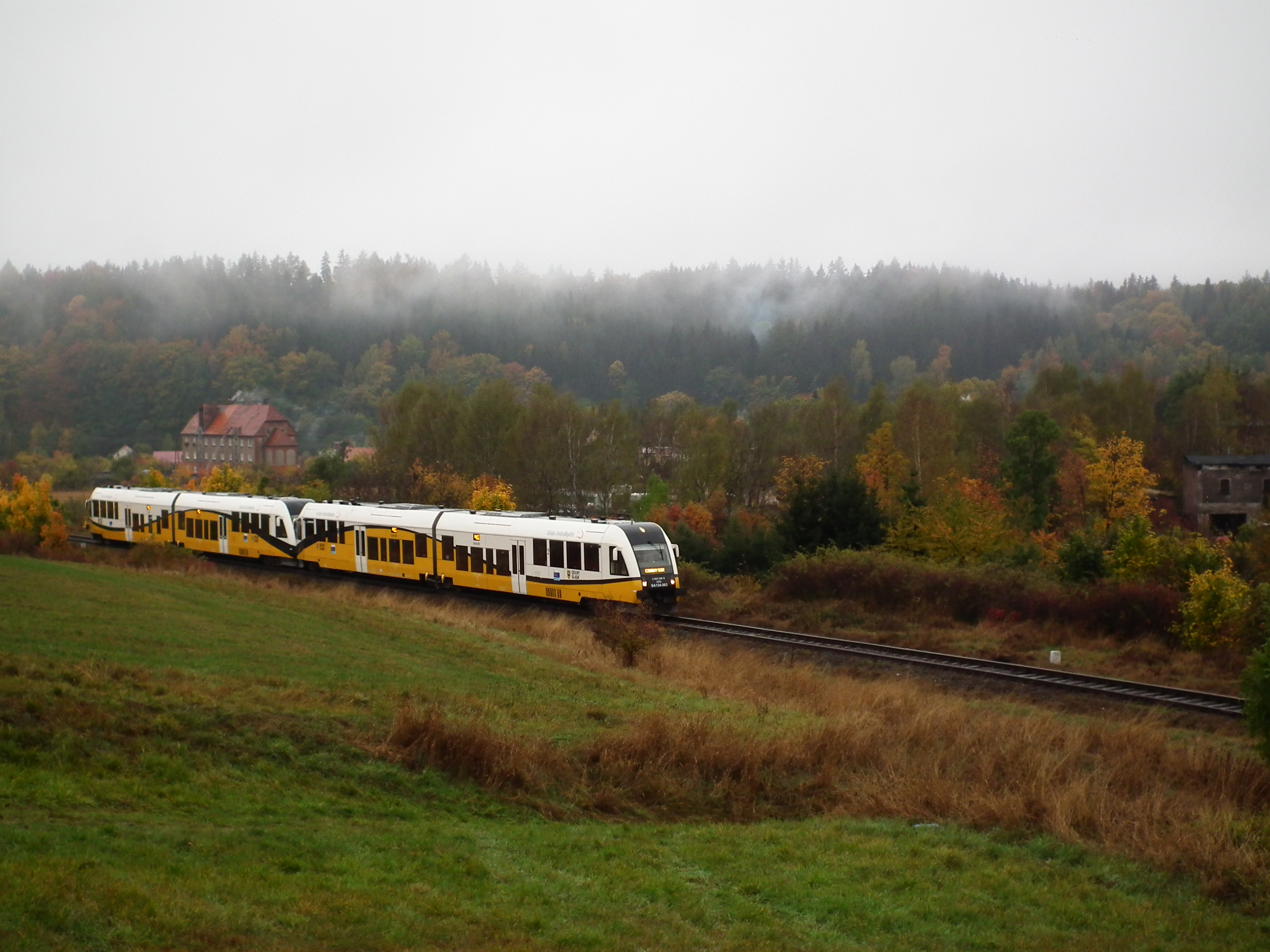
Pociąg specjalny Kolei Dolnośląskich na linii w okolicach Mieroszowa

Linia została zakwalifikowana przez Biuro Eksploatacji spółki PKP Polskie Linie Kolejowe jako „linia technologiczna”.
Na linii od 31 marca 2004 roku nie jest prowadzony ruch regularnych pociągów pasażerskich . Według stanu na rok 2017, z uwagi na zły stan techniczny linii organizator przewozów regionalnych wyklucza możliwość wprowadzenia codziennego ruchu pociągów.

## Perspektywy
29 kwietnia 2019 r. podpisano protokół przejęcia przez samorząd województwa dolnośląskiego odcinka Szczawno Śląskie Zdrój – Sobięcin.

### Instrukcje i przepisy kolejowe
- PKP SA Zakład Infrastruktury Kolejowej we Wrocławiu: Dodatek 1 do służbowego rozkładu jazdy pociągów zawierający warunki techniczno-ruchowe linii [teren IZ Wrocław, Wałbrzych, Opole] ważny od dnia 1 lutego 2001. Wrocław: IZIR we Wrocławiu, 2001.

### Zapytania poselskie i odpowiedzi
- Anna Zalewska: Zapytanie nr 1502 do ministra infrastruktury w sprawie nieodpłatnego przekazania przez PKP SA odcinka podtorza zlikwidowanej linii kolejowej nr 291 relacji Wałbrzych-Szczawienko – granica państwa, z przeznaczeniem na inwestycję pod nazwą „Budowa trasy rekreacyjnej po nasypie kolejowym wraz z infrastrukturą towarzyszącą na odcinku Wałbrzych-Szczawno-Zdrój-Boguszów-Gorce”. 2008-04-15. [dostęp 2017-09-25].
- Juliusz Engelhardt: Odpowiedź podsekretarza stanu w Ministerstwie Infrastruktury – z upoważnienia ministra – na zapytanie nr 1502 w sprawie nieodpłatnego przekazania przez PKP SA odcinka podtorza zlikwidowanej linii kolejowej nr 291 relacji Wałbrzych-Szczawienko-granica państwa, z przeznaczeniem na inwestycję pod nazwą „Budowa trasy rekreacyjnej po nasypie kolejowym wraz z infrastrukturą towarzyszącą na odcinku Wałbrzych-Szczawno-Zdrój-Boguszów-Gorce”. 2008-05-15. [dostęp 2017-09-25].

### Literatura i pozostałe źródła wtórne
- Michał Jerczyński, Stanisław Koziarski: 150 lat kolei na Śląsku. Opole: Wydawnictwo Instytutu Śląskiego, 1992.
- Rafał Wiernicki. Linia kolejowa nr 291 Wałbrzych Szczawienko – Mieroszów (- Meziměstí /CZ/). „Turysta Dolnośląski”, 2005. [dostęp 2017-09-21]. [zarchiwizowane z adresu 2017-09-21].